# كلاردين
كلاردين (بالإنجليزية: Clariden)‏ هو أحد جبال سلسلة جبال الألب غلاروس وجزء من القمة الأم غروس شارورن يقع في كانتون غلاروس وكانتون أوري، سويسرا. يبلغ ارتفاع الجبل حوالي 3267 متر، بينما يبلغ ارتفاع نتوء الجبل 413 متر.